# Суперкубок Сирії з футболу 2016
Суперкубок Сирії з футболу 2016  — 7-й розіграш турніру. Матч відбувся 15 грудня 2016 року між чемпіоном Сирії клубом Аль-Джаїш та володарем кубка Сирії клубом Аль-Вахда.
| Володар Суперкубка Сирії 2016 |
| ----------------------------- |
|                               |
| Аль-Вахда Другий титул        |

## Матч

### Деталі
| 15 грудня 2016 |

| Аль-Вахда | 1:0 | Аль-Джаїш |
| --------- | --- | --------- |
| Омарі 11' |     |           |

| Тішрін, Дамаск |